# 八町駅
八町駅（はっちょうえき）は、富山県富山市八町にあった富山地方鉄道射水線の駅（廃駅）である。射水線の廃線に伴い1980年（昭和55年）4月1日に廃駅となった。

## 歴史
- 1924年（大正13年）10月12日：越中電気軌道富山北口駅 - 四方駅間開通に伴い開業[1][2]。
- 1927年（昭和2年）2月13日：鉄道会社名を越中鉄道に改称。それに伴い同鉄道の駅となる[2]。
- 1943年（昭和18年）1月1日：交通統合に伴い富山地方鉄道射水線の駅となる[1][2]。
- 1969年（昭和44年）4月15日：交換設備廃止[3][4]。
- 時期不詳：無人化[5]。
- 1980年（昭和55年）4月1日：射水線の廃線に伴い廃止となる[1][2]。

## 駅構造
廃止時点で、単式ホーム1面1線を有する地上駅であった。ホームは線路の西側（新港東口方面に向かって左手側、旧下り線）に存在した。かつては相対式ホーム2面2線を有する列車交換可能な交換駅であった。駅舎側ホーム（西側）が下り線、対向側ホーム（東側）が上り線となっていた。使われなくなった対向ホーム側の1線は、交換設備運用廃止後は撤去されたが、ホームは残存していた。
無人駅となっていた。有人駅時代の駅舎は撤去されたがホーム西側に待合所を有した。ホームはカーブしていた。

## 駅周辺
- 国道8号（富山高岡バイパス） - 線路は下をくぐっていた[5]。
- 富山県道205号練合宮尾線
- 八町簡易郵便局

## 駅跡
1997年（平成9年）時点では附近の線路跡は2車線の大規模農道に整備され、鉄道時代の面影はなくなった。2010年（平成22年）時点では場所すらわからなくなっている。

## 隣の駅
富山地方鉄道
射水線
八ヶ山駅 - 八町駅 - 布目駅